# قسطلون صقلية
قسطلون صقلية (بالإيطالية: Castiglione di Sicilia كاستيليوني دي سيشيليا)‏ هي بلدة تقع في صقلية في إيطاليا .

## السكان
في سنة 1861 بلغ عدد السكان 5٬020 نسمة، وتطور العدد ليصل في سنة 2011 لـ 3٬298 نسمة.
يظهر هذا المخطط البياني تطور النمو السكاني لـ قسطلون صقلية